# 青衣站公共運輸交匯處

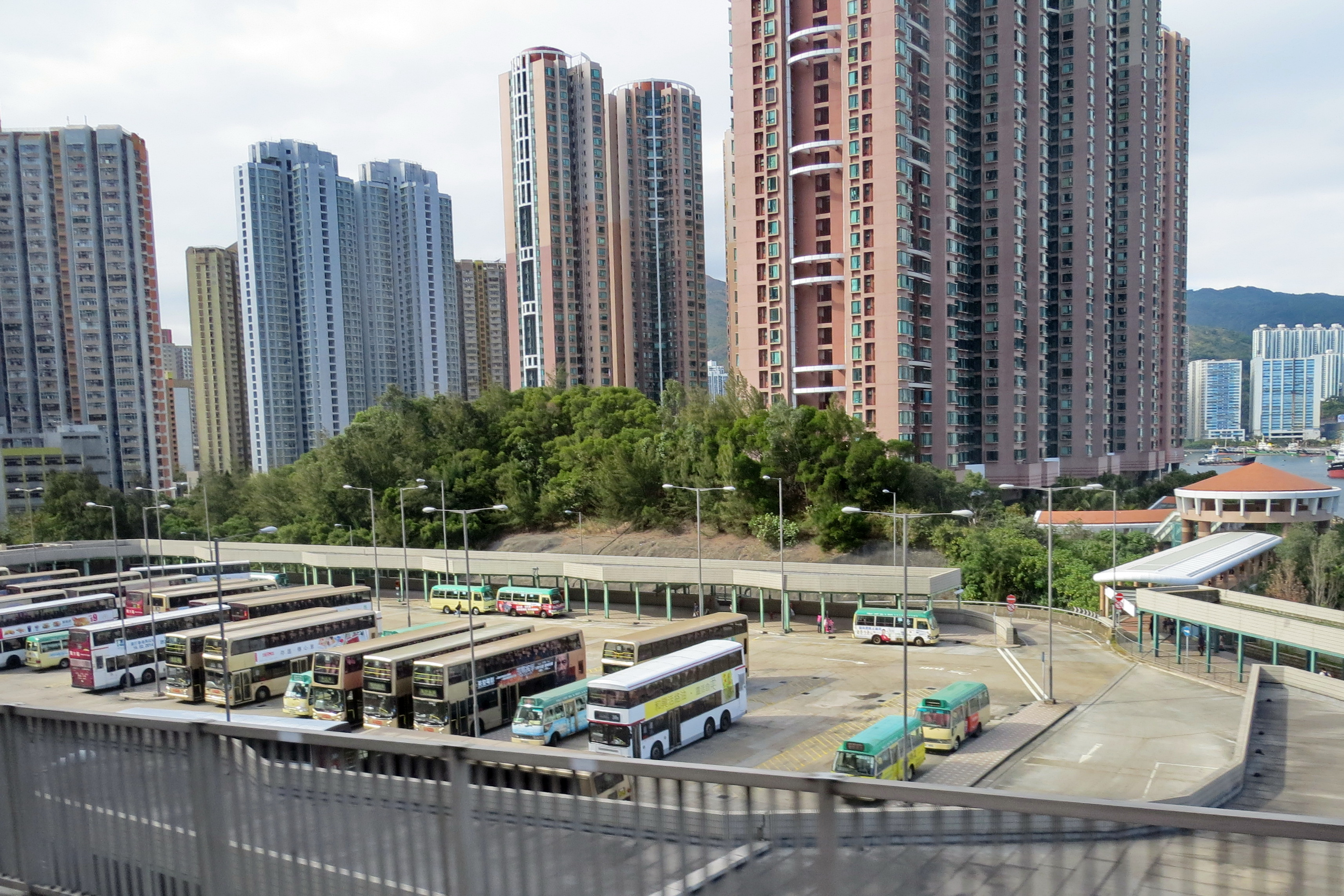
改建前的青衣站公共運輸交匯處（2014年）

青衣站公共運輸交匯處是香港的一個公共運輸交匯處，位於葵青區青衣島青衣站和青衣城外，現時有6條巴士路線及7條專線小巴路線以此作為總站。

## 歷史
- 1998年6月22日：本巴士總站投入服務，初時有248M線和249M線投入服務。
- 2013年9月28日：配合屯門公路巴士轉乘站全面啟用，九龍巴士263M線取消服務[2]。
- 2014年4月22日：九龍巴士234S線取消服務[3]。
- 2014年10月4日：配合錦田八鄉地區路綫重組，九龍巴士251M線改為只於平日上午繁忙時間提供單向服務並縮短至荃灣站，不再途經大河道、楊屋道及青衣站[4]。
- 2014年11月22日：配合元朗區M線服務重組，九龍巴士264M線取消服務，由68E線延長至青衣站取代[5]。
- 2016年，隨青衣城擴建而將部分範圍圍封。

## 總站路線資料（巴士）

### 九龍巴士44M線
- 青衣站 ↔ 葵涌邨

於1986年11月2日投入服務，1987年12月20日由青衣邨延長至長安邨，2005年9月24日再由葵興地鐵站延長至葵涌邨，2022年12月5日再由長安邨延長至此。

### 九龍巴士49M線
- 青衣（青富苑） ↺ 青衣站

於2023年3月19日投入服務，本線為配合青富苑入伙而開辦，途經長青邨、翠怡花園及青敬路。

### 九龍巴士68A線
- 朗屏邨 ↔ 青衣站

於1986年10月19日投入服務，2004年2月23日配合九廣西鐵通車延長至青衣站，取代原有63M及63P線的服務，途經元朗廣場（只限回程）、水邊圍邨、屏山、洪水橋、藍地、虎地、屯門新墟、屯門市中心、屯門公路轉車站、荃灣市中心、大窩口站（只限去程）及青荃橋。

### 九龍巴士68E線
- 元朗公園 ↔ 青衣站

於2013年5月19日投入服務，初時來往大欖隧道轉車站至元朗公園，於2014年11月22日大幅延長路線至青衣站並取代原有九龍巴士264M線，途經元朗南十八鄉路（蝶翠峰、原築、翹翠峰）、港鐵元朗站、高埔村、凹頭、大欖隧道、汀九橋及青衣西路。

### 九龍巴士248M線
- 青衣站 ↺ 長宏

提供長宏邨及長亨邨來往長安邨及港鐵青衣站的接駁巴士服務。於1998年6月22日配合當時地鐵東涌綫通車而投入服務。

### 九龍巴士249M線
- 青衣站 ↺ 美景花園

於1998年6月22日配合地鐵東涌綫通車投入服務，途經翠怡花園、長康邨、長青邨及美景花園。

### 九龍巴士249X線
- 沙田（博康） ↔ 青衣站
- 青衣站 → 大圍站 (特別班次)

於2010年7月26日投入服務，為49X輔助路線，取道青沙公路及青衣南橋，本線是首條來回程均取道青沙公路（沙田嶺隧道／尖山隧道）的專利巴士路線。

### 九龍巴士279A線
- 粉嶺（聯和墟） → 青衣站

### 九龍巴士279X線
- 粉嶺（聯和墟） ↔ 青衣站

由九龍巴士營運的一條路線，提供聯和墟、祥華邨、粉嶺南及上水往來青衣西路、長安邨及港鐵青衣站的巴士服務。來回程途經大欖隧道，原身為早晨特別線279P（聯和墟至青衣機鐵站），於2001年5月28日投入服務。後來於2002年8月3日提升至每天全日服務並改稱279X。279A是279X不經粉嶺南的特快班次。

### 九龍巴士X42P線
- 青衣站 → 藍田站

### 九龍巴士N243線
- 青衣站 ↺ 長青

祇於大節日當晚服務。

### 過海隧道巴士948E線
- 青衣站 ↔ 太古（康怡廣場）

青衣直達北角東部，僅設週一至五晨早去程和黃昏回程。

## 總站路線資料（專線小巴）

### 新界區專線小巴88A線（特別班次）
- 青衣站 ⇄ 担杆山路（香港船廠）

### 新界區專線小巴88F線
- 藍澄灣 ↔ 青衣站

### 新界區專線小巴140M線
- 三聖 ↔ 青衣站

### 新界區專線小巴308A線
- 碧堤半島 ↔ 青衣站

### 新界區專線小巴308M線
- 浪翠園 ↔ 青衣站

### 新界區專線小巴310M線
- 海濱花園 ↔ 青衣站

### 新界區專線小巴312線
- 青衣站 ↔ 梨木樹

## 總站路線資料（居民巴士）

### 珀麗灣居民巴士NR330線
- 珀麗灣 ↔ 青衣站

### 香港居民巴士NR412線
- 曉峰園 ↔ 青衣站

### 香港居民巴士NR948線
- 錦綉花園 ↔ 青衣站

## 途經路線資料（巴士）

### 九龍巴士279S線
- 長青 ↔ 和合石

僅於春秋二祭服務。

### 珀麗灣居民巴士NR332線
- 珀麗灣 ↔ 葵芳（新都會廣場）

只於01:00-05:30開出班次途徑

## 過往路線
- 九龍巴士63M線（已取消）
- 九龍巴士234S線（已取消）
- 九龍巴士251M線（終點站已遷往荃灣站並改為只單向單荃灣服務）
- 九龍巴士263M線（已取消）
- 九龍巴士263P線（已取消）
- 九龍巴士264M線（已取消）
- 新界區專線小巴88E線（已取消）

## 外部連結
- 九巴 （页面存档备份，存于）
- 香港巴士大典上的相关条目：青衣站公共運輸交匯處